# Igli
A cidade de Igli fica na Argélia na região de Bechar.

## Ligações Externas
- http://www.maplandia.com/algeria/bechar/igli/